# Lehrberg
Lehrberg è un comune tedesco di 3 178 abitanti, situato nel land della Baviera. 
È bagnato dal fiume tedesco Rezat Francone.